# Бромне число
Бро́мне число́ (англ. bromine number; нім. Bromzahl f) — показник, який характеризує ступінь ненасиченості органічних речовин. Воно виражається у масі брому (в грамах), яка може приєднатися до 100 г органічної речовини.
Визначення бромного числа використовується, зокрема, для оцінки кількості ненасичених домішок у насичених полімерах, для визначення чистоти нафти.

## Визначення
Для бромування застосовують розчини брому у воді, а також в органічних розчинниках — оцтовій кислоті, тетрахлорометані та хлороформі. Використовують також суміш солей KBrO3 і KBr, яка у кислому середовищі утворюює вільний бром.
Зразок досліджуваної речовини поміщають у ємність із розчинником та додають відому кількість брому, який приєднується за ненасиченими зв'язками у сполуці:
{\displaystyle \mathrm {{-}CH{=}CH{-}+Br_{2}\longrightarrow {-}CHBr{-}CHBr{-}} }
Після завершення взаємодії до суміші додають надлишок йодиду калію. Наявний у розчині бром реагує з йодидом із утворенням йоду, який забарвлює розчин у жовтуватий колір:
{\displaystyle \mathrm {Br_{2}+2KI\longrightarrow 2KBr+I_{2}} }
Вільний йод титрують стандартним розчином тіосульфату натрію із концентрацією 0,1 моль/л:
{\displaystyle \mathrm {I_{2}+2Na_{2}S_{2}O_{3}\longrightarrow Na_{2}S_{4}O_{6}+2NaI} }
Як індикатор кінцевої точки іноді використовуєть розчин крохмалю.
Аналогічні операції виконуються і для холостої проби: додаванням усіх реактивів, але без наважки досліджуваної речовини. Тоді увесь доданий бром відновить йод з надлишку йодиду калію і його відтитрують розчином тіосульфату, отримавши максимум.
{\displaystyle \mathrm {X=0,799\cdot {\frac {(V_{0}-V)}{m}}} },
де V0 — об'єм розчину тіосульфату натрію, що пішов на титрування холостої проби, мл;
V — об'єм розчину тіосульфату натрію, що пішов на титрування досліджуваної проби, мл;
m — маса наважки досліджуваної речовини, г.
Бромне число перебуває у прямій залежності з йодним числом, за яким визначається вміст ненасичених жирних кислот в жирах або оліях.